# Шальков, Иван Иванович
Иван Иванович Шальков (22 января 1928, Балахтинский район, Сибирский край — 5 марта 1998, Красноярск) — токарь Сибирского завода тяжёлого машиностроения Министерства тяжёлого, энергетического и транспортного машиностроения СССР, Герой Социалистического Труда.

## Биография
Родился в 1928 году.
В 1942 году начал трудовую деятельность учеником токаря в инструментальном цехе Красноярского паровозостроительного завода, был зачислен в комсомольско-молодёжную бригаду Виктора Шевелева.
Во время войны работал с перевыполнением производственных норм и в 1945 году в возрасте 17 лет был награждён медалью «За трудовое отличие».
После прохождения военной службы в Советской Армии в 1950—1953 гг. вернулся на завод и продолжил работу токарем инструментального цеха.
13 апреля 1966 года представлен на соискание звания Героя Социалистического Труда решением № 2 заседания бюро Красноярского крайкома КПСС. 9 июля 1966 года за выдающиеся заслуги в выполнении семилетнего плана развития народного хозяйства СССР и достижение высоких технико-экономических показателей работы И. И. Шалькову было присвоено звание Героя Социалистического Труда.
Проживал в Красноярске.

## Награды
- медаль «За трудовое отличие» (1945)[1]
- Медаль «Серп и Молот»[1] № 14112
- Орден Ленина[1] (9 июля 1966)